# Tesoro Women's Challenge 2014
Il Tesoro Women's Challenge 2014 è stato un torneo di tennis facente parte della categoria ITF Women's Circuit nell'ambito dell'ITF Women's Circuit 2014. Il torneo si è giocato a Port St. Lucie in USA dal 13 al 19 gennaio 2014 su campi in terra verde e aveva un montepremi di $25,000.

## Vincitrici

### Singolare
Françoise Abanda ha battuto in finale  Heidi El Tabakh con il punteggio di 6–3, 6–4

### Doppio
Réka-Luca Jani /  Irina Chromačëva hanno battuto in finale  Jan Abaza /  Louisa Chirico con il punteggio di 6–4, 6–4